# Comitatul San Juan, Washington
Comitatul San Juan, Washington, conform originalului din engleză, San Juan County, Washington, este unul din cele 39 de comitate statului Washington din Statele Unite ale Americii.

## Demografie
|  | Graficele sunt indisponibile din cauza unor probleme tehnice. Mai multe informații se găsesc la Phabricator și la wiki-ul MediaWiki. |

Date: Wikidata - grafică realizată de Wikipedia